# Ilo (ville)
Pour les articles homonymes, voir Ilo.

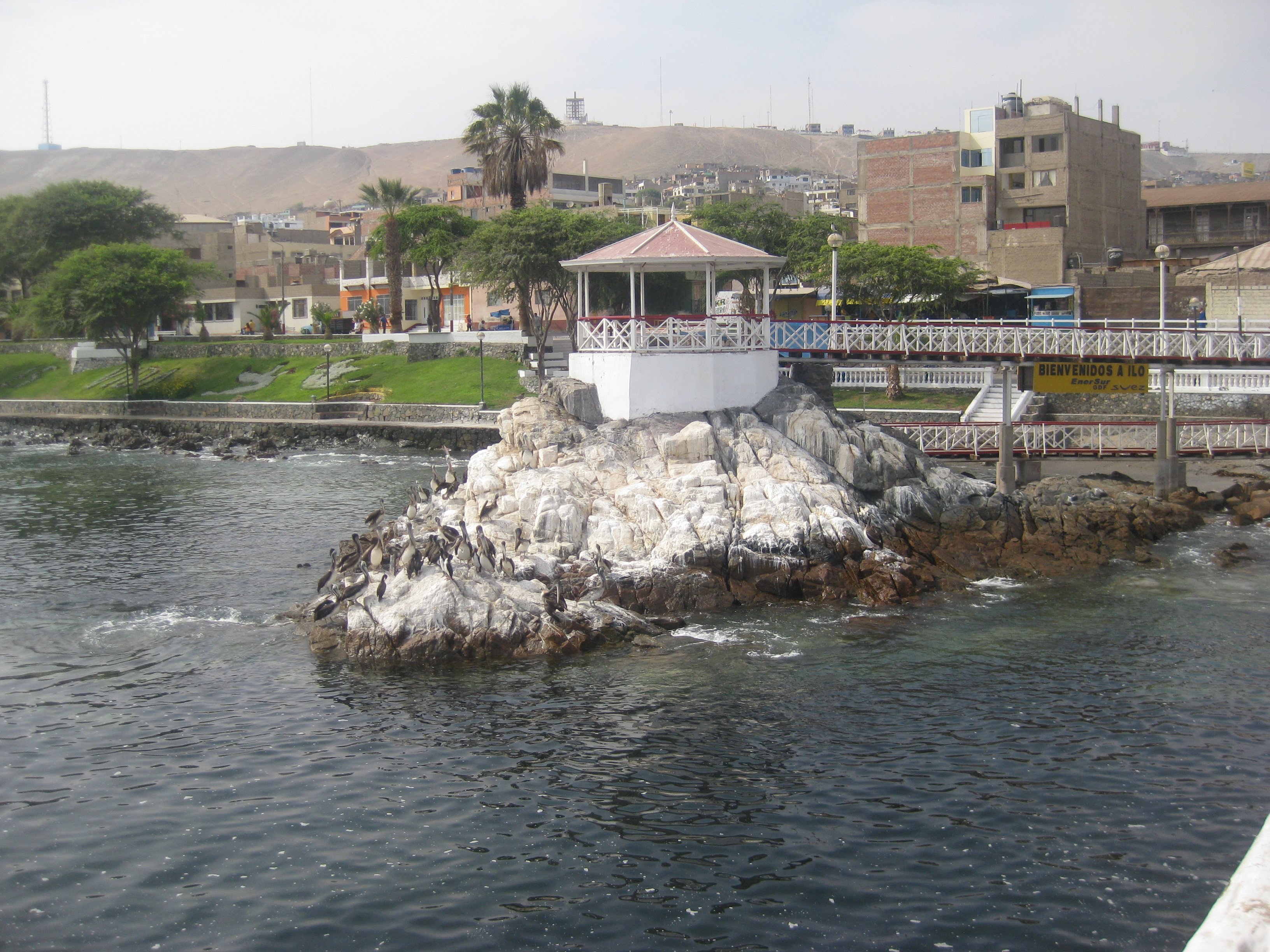
Ilo

Ilo est une ville portuaire du Sud du Pérou, capitale régionale de la province d'Ilo dans la région de Moquegua. En 2012, elle comptait 68 694 habitants.
Le maire est William Valdivia Dávila depuis 2015.

## Projet
Un accord a eu lieu en 2010 entre le Pérou et la Bolivie pour l'utilisation par ce pays enclavé d'une partie du port d'Ilo.
En 2017, Bioceánico, est un projet de liaison ferroviaire entre ce port et le port de Santos au Brésil.